# École d'application
Ne doit pas être confondu avec École élémentaire d'application ou École maternelle d'application.
 (octobre 2016).
Si vous disposez d'ouvrages ou d'articles de référence ou si vous connaissez des sites web de qualité traitant du thème abordé ici, merci de compléter l'article en donnant les références utiles à sa vérifiabilité et en les liant à la section « Notes et références ».
Une école d'application est, en France, un établissement d'enseignement supérieur chargé de former des étudiants ayant déjà un diplôme de l'enseignement supérieur. Les écoles d'application apportent une formation de spécialisation, souvent professionnalisante, à ces étudiants. 
Les écoles de spécialisation constituent souvent une étape nécessaire pour accéder à certains corps de fonctionnaires. Par exemple, les diplômés de l'École polytechnique qui choisissent à la fin de leur scolarité d'entrer dans la fonction publique, effectuent une formation de spécialisation dans une des écoles d'application qui le permet. Par ailleurs, la quasi-totalité des élèves de l’École polytechnique font une école d'application. Il en est de même à l'École nationale des chartes.
L'École nationale d'administration - et désormais l'Institut national du service public - a été qualifiée d'école d'application, puisqu'elle « rassemble sous une même discipline des élèves déjà formés soit par l'enseignement supérieur, et notamment par les instituts, soit par les fonctions administratives qu'ils auront exercées auparavant ».

## Type d'école

### École militaire d'application
Les écoles militaires d’application sont des établissements de formation de l’armée française qui apportent une spécialisation aux officiers et sous-officiers sortant d'une formation initiale[Laquelle ?].

### Écoles d'application de l'École polytechnique
Historiquement, les élèves recevaient une formation très générale à l'École polytechnique avant de se spécialiser lors de leur dernière année dans un domaine particulier comme les ponts, les mines ou les télécommunications. Ce modèle a tendance à évoluer aujourd'hui, en particulier vers la recherche.
- AgroParisTech, qui a regroupé les anciennes écoles des eaux et forêts, du génie rural ou d'agronomie
- École nationale supérieure de chimie de Paris (Chimie ParisTech)
- École nationale du jeu et des médias interactifs numériques du Cnam (ENJMIN)
- École nationale de la statistique et de l'administration économique (ENSAE Paris)
- École nationale supérieure d'architecture de Paris-Val de Seine (ENSAPVS)
- École nationale supérieure d'électrotechnique, d'électronique, d'informatique, d'hydraulique et des télécommunications  (ENSEEIHT)
- École nationale supérieure d'informatique et de mathématiques appliquées (Ensimag)
- École nationale supérieure de techniques avancées (ENSTA Paris), qui a regroupé les anciennes écoles du Génie maritime, des Poudres, et des ingénieurs hydrographes jusqu'à sa fusion en une école unique avec l'ENSTA Bretagne
- École nationale supérieure de techniques avancées Bretagne (ENSTA Bretagne) jusqu'à sa fusion en une école unique avec l'ENSTA Paris
- École nationale supérieure de techniques avancées (ENSTA)
- École supérieure de physique et de chimie industrielles de la ville de Paris (ESPCI)
- École des hautes études commerciales de Paris (HEC Paris)
- École nationale supérieure du pétrole et des moteurs (IFP School)
- IMT Atlantique
- Institut national des sciences et techniques nucléaires (INSTN)
- Institut d'optique Graduate School (SupOptique)
- Institut supérieur de l'aéronautique et de l'espace (ISAE-SUPAERO)
- École nationale supérieure des mines de Paris (Mines ParisTech)
- École nationale des ponts et chaussées (ENPC)
- Institut d'études politiques de Paris (Sciences Po Paris)
- Télécom Paris

### Écoles d'application de l'École nationale des chartes
- École nationale supérieure des sciences de l'information et des bibliothèques (ENSSIB)
- Institut national du patrimoine (INP)